# Conyers
Conyers  è una cittadina degli Stati Uniti d'America, capoluogo della contea di Rockdale, nello Stato della Georgia.